# Monica Iozzi
Monica Iozzi de Castro (Ribeirão Preto, 2 de noviembre de 1981) es una actriz y periodista brasileña. Desde 2009 a 2013, integró el programa Custe o Que Custar, de Rede Bandeirantes.

## Carrera
Ella tiene una licenciatura en artes escénicas por Unicamp en 2005, comenzó su carrera en el Núcleo Experimental de 
SESI y luego trabajó con el teatro japonés y la compañía de teatro Os Satyros.
Desde 2015 a 2016 integró el programa  Vídeo Show, de Rede Globo como copresentadora junto al también presentador Otaviano Costa.

## Filmografía

### Televisión
- 2015 - Tomara que Caia .... Natasha
- 2015 - Babilônia
- 2017 - Vade Retro .... Celeste Vasconcelos
- 2019 - Assédio .... Carmen
- 2019 -  Dulce ambición .... Kim Ventura

### Cine
- 2008 - Dente de Leão (Cortometraje)
- 2013 - Real Utopia (Cortometraje) .... Bruna
- 2015 - Superpai .... Mariana
- 2016 - Zootopia .... Judy Hopps (doblajista)
- 2017 - A Comédia Divina .... Raquel
- 2018 - Mulheres Alteradas .... Sônia
- 2018 - Turma da Mônica - Laços .... Luisa Sousa (Dona Luisa)